# Domnall mac Owen
Domnall mac Owen   (brittonique Dyfnwal ab Owain) (mort en 975) est un roi de Strathclyde. Il est un des fils de  Owain ap Dyfnwal, roi de Strathclyde, et semble être un membre de la dynastie royale de Strathclyde. À cette époque au IXe ou Xe siècle le royaume de Strathclyde s'étend largement vers le sud. Du fait de cette extension au-delà de la vallée du Clyde, le royaume est connu sous un nouveau nom celui de Cumbria. Vers 927, le royaume semble avoir repoussé ses limites vers le sud jusqu'à la rivière Eamont.
Dyfnwal semble avoir régné entre les décennies 930 à 970. Il est attesté pour la première fois lorsqu'il est associé par les sources avec l'ecclésiastique Cathróe lors du voyage de ce dernier des îles Britanniques vers l'Europe continentale. Au milieu de la même décennie le royaume Cumbrien est ravagé par le roi Edmond Ier d'Angleterre. Deux fils de Dyfnwal auraient été aveuglés à cette occasion par les Anglais, ce qui semble impliquer que Dyfnwal avait rompu un accord avec son homologue du sud. Une des possibilités est qu'il ait accordé aux opposants scandinaves d'Edmond le droit de mettre leur flotte à l'abri. Edmond est réputé avoir cédé le contrôle de la Cumbria à Máel Coluim mac Domnaill, roi d' Alba. Cependant l'autorité réelle des Scots sur le royaume des Cumbriens demeure incertaine.
En 971, Cuilén mac Illuilb, roi d'Alba est tué par Rhydderch ap Dyfnwal. Après cet acte, le successeur de Cuilén, Cináed mac Maíl Choluim, roi d'Alba, envahit les territoires des Cumbriens peut-être en représailles de ce meurtre
L'année suivante le roi Edgar le Pacifique tient une grande assemblée à Chester à laquelle participent plusieurs rois du nord. Dyfnwal et son fils  Máel Coluim, sont présents. Le second est dénommé « Roi des Cumbriens » ce qui implique dans le contexte de cette rencontre que Dyfnwal avait précédemment abdiqué de son trône.
La mort de Dyfnwal est relevée en 975 tandis qu'il participait à un pèlerinage à Rome. On ignore quand il avait précisément quitté son trône. Une possibilité est que Rhydderch lui ait succédé avant de tuer Culen. L'autre possibilité pour son abdication est que le raid mené par Cináed ait marqué la fin de la royauté de Dyfnwal. Il est également possible qu'il reste au pouvoir jusqu'en 973 ou 975. IL n’apparaît pas que Máel Coluim ait succédé à un autre fils de Dyfnwal nommé Owain, qui est mort en 1015. Le souverain suivant Owain Foel, roi de Strathclyde, qui est attesté en 1018, doit être un petit-fils de Dyfnwal. Dyfnwal est vraisemblablement l'éponyme de Dunmail Raise (en) en Angleterre, et peut-être de Cardonald, Dundonald en South Ayrshire et du Château de Dundonald (en) en Écosse.

## Biographie

### Contexte: le royaume de Cumbrie auXesiècle
Depuis des centaines d'années jusqu'à la fin du IXe siècle, le centre du pouvoir du royaume d'Al Clud se situait dans la forteresse d'Al Clud (Rocher de la Clyde) En 870, cette place forte brittonique est prise par des Scandinaves établis en Irlande, après cela le centre du royaume semble s’être déplacé plus bas sur le cours du Clyde, et le royaume lui-même prend le nom de la vallée du Clyde, Ystrad Clud (c'est-à-dire Strathclyde). La nouvelle capitale devait se situer à proximité de
Partick et de Govan qui chevauchent le Clyde. Le nouvel arrière-pays du royaume
englobait la vallée et la région de l'actuel Renfrewshire, ce qui explique son changement de dénomination.
À une certaine époque après la perte d'Al Clud, le royaume de Strathclyde semble avoir connu une période d'expansion Bien que la chronologie précise soit incertaine, en 927 la frontière sud semble avoir atteint la rivière Eamont, près de Penrith ; sans doute en raison du déclin de
la Northumbrie face aux conquérants scandinaves, et peut-être grâce à la coopération des Brittoniques avec les puissances scandinaves insulaires à la fin du IXe ou au début du Xe siècle.. Au fil du temps, le royaume de Strathclyde est de plus en plus connu comme le « Royaume de Cumbria » reflétant ainsi son expansion bien au-delà de la vallée de la Clyde.
Dyfnwal est un fils de  Owain ap Dyfnwal, roi de Strathclyde (fl. 934) Le nom de ce dernier et de ses apparents descendants suggèrent qu'ils sont issus de la lignée royale de Strathclyde. Les fils de Dyfnwal semblent inclure: Rhydderch (fl. 971), Máel Coluim roi de Strathclyde, et Owain ap Dyfnwal. Le nom du fils de Dyfnwal, Máel Coluim est Gaélique, ce qui tend à démontrer une alliance par mariage avec la famille royale voisine de la maison d'Alpin du royaume d'Alba. Le père de Dyfnwal est attesté en 934. Bien que le père de Dyfnwal puisse être identifié avec le roi Cumbrien qui a combattu lors de la Bataille de Brunanburh en 937. Les sources qui citent ce monarque ne précisent pas son nom. Le règne de Dyfnwal lui-même semble s'étendre de la décennie 930 à celle de 970.

### Le voyage de Cathróe chez les Cumbriens
La date du début de son règne n'est pas connue avec certitude. Domnall/Dyfnwal est certainement le roi qui reçoit la visite de Cathróe de Metz. La vita  de ce saint indique en effet que Cathróe d'origine brittonique ou gaélique. Natif du Perthshire, son nom qui dérive de Cad (bataille) est brittonique, celui de son père gaélique et celui de sa mère commun au deux langues. Tim Clarkson considère qu'il était « un scot ou un picte locuteur gaélique ». Il était également un parent de Dyfnwal. Cette rencontre dut avoir lieu entre 941 et 946, indiquant que l'avènement de Dyfnwal est peut-être intervenue à une époque aussi précoce que 941

### L'agression anglaise
Ce fait présente une difficulté historique car il implique qu'à cette époque soit le Strathclyde était un royaume divisé entre Malcolm Ier d'Écosse et Domnall ou que Malcolm était le suzerain de Domnall en effet la Chronique Anglo-Saxonne  indique qu'en 945 le roi Edmond Ier d'Angleterre, après avoir aveuglé deux fils de Domnall, « Pille la Cumbria et la laisse à  Máel Coluim, roi des Scots », à condition que ce dernier soit « son allié  sur terre et sur mer » Alfred P. Smyth estime de son côté que c'est à cette même époque qu'après son accession au trône  Malcolm Ier d'Écosse confia le Strathclyde à son héritier potentiel et futur successeur le taniste Indulph fils de son prédécesseur Constantin II d'Écosse et que de ce fait le règne de Domnall ne commence réellement qu'en 962

### Rhydderch, fils de Dyfnwal
Il est possible que Domnall abdique dès 971 car selon les Chroniques d'Irlande  Culen le fils d'Indulf qui avait détrôné Dubh  le fils de Malcolm Ier est tué par les « bretons dans une maison en flamme » par « Amdarch filio Donvald » (c'est-à-dire: Rhydderch fils de Domnall)

### L'assemblée des rois de Chester
Deux années plus tard en 973 lorsque le roi Edgar d'Angleterre réunit à Chester lors d'une grande cérémonie de couronnement, huit rois vassaux de Grande-Bretagne qui reconnaissent symboliquement sa suprématie en ramant dans la barque dont il tient le gouvernail c'est Mael Coluim mac Domnall qui est le roi des Cumbriens au côté de Kenneth II d'Écosse  Domnall semble toutefois être présent en la personne du Dufnal qui est aussi le témoin à la même charte de donation en sa faveur avec les autres participants à la cérémonie de Chester et les principaux personnages de la cour d'Edgar.

### Mort et postérité
La mort en pèlerinage de   Domnall m. Eogain, rí Bretan   est indiquée par les Annales d'Ulster en 975. le Brut y Tywysogion qui nomme le roi  Dwnwallon, confirme que Dyfnwal meurt au cours d'un pèlerinage à Rome. Son fils Mael Coluim mac Domnall  lui succède.